# Etióp labdarúgó-válogatott
Az etióp labdarúgó-válogatott (becenevükön: The Walya Antelopes) Etiópia nemzeti csapata, melyet az etióp labdarúgó-szövetség irányít.

## Története
Az afrikai kontinens egyik legnagyobb múltú nemzeti válogatottja. Az első hivatalos mérkőzést 1947-ben játszotta a csapat, a szomszédos Dzsibuti ellen. Etiópia részt vett az első, 1957-ben megrendezett afrikai nemzetek kupájában, ahol a második helyet szerezte meg. 1968-69-ben az orosházi Szűcs Ferenc volt a szövetségi kapitány.

## Nemzetközi eredmények
Afrikai nemzetek kupája
- Aranyérmes: 1 alkalommal (1962)
- Ezüstérmes: 1 alkalommal (1957)
- Bronzérmes: 1 alkalommal (1959)

CECAFA-kupa
- Aranyérmes: 4 alkalommal (1987, 2001, 2004, 2005)

## Világbajnoki szereplés
- 1930 – 1954 – Nem indult
- 1958 – A FIFA nem fogadta el a jelentkezését.
- 1962 – Nem jutott be
- 1966 – Nem indult
- 1970 – 1986 – Nem jutott be
- 1990 – Nem indult
- 1994 – Nem jutott be
- 1998 – Nem indult
- 2002 – 2006 – Nem jutott be
- 2010 – Kizárták
- 2014 – Nem jutott be
- 2018 – Nem jutott be

## Afrikai nemzetek kupája-szereplés
- 1957 – Ezüstérmes
- 1959 – Bronzérmes
- 1962 – Aranyérmes
- 1963 – 4. hely
- 1965 – Csoportkör
- 1968 – 4. hely
- 1970 – Csoportkör
- 1972 – Nem jutott be
- 1974 – Nem jutott be
- 1976 – Csoportkör
- 1978 – Nem jutott be
- 1980 – Nem jutott be
- 1982 – Csoportkör
- 1984 – Nem jutott be
- 1986 – Visszalépett
- 1988 – Visszalépett
- 1990 – Nem jutott be
- 1992 – Visszalépett
- 1994 – Nem jutott be
- 1996 – Nem jutott be
- 1998 – Nem jutott be
- 2000 – Visszalépett
- 2002 – Nem jutott be
- 2004 – Nem jutott be
- 2006 – Nem jutott be
- 2008 – Nem jutott be
- 2010 – Kizárták
- 2012 – Nem jutott be
- 2013 – Csoportkör
- 2015 – Nem jutott be

## Külső hivatkozások
- Etiópia a FIFA honlapján Archiválva 2012. december 16-i dátummal a Wayback Machine-ben